# Xã Union Grove, Quận Whiteside, Illinois
Xã Union Grove (tiếng Anh: Union Grove Township) là một xã thuộc quận Whiteside, tiểu bang Illinois, Hoa Kỳ. Năm 2010, dân số của xã này là 1.244 người.